# اولاف بودن
اولاف بودن (انگلیسی: Olaf Bodden؛ زادهٔ ۴ مهٔ ۱۹۶۸) بازیکن فوتبال اهل آلمان است.
از باشگاه‌هایی که در آن بازی کرده‌است می‌توان به باشگاه فوتبال مونیخ ۱۸۶۰، باشگاه فوتبال هانزا روستوک، و باشگاه فوتبال بروسیا مونشن‌گلادباخ اشاره کرد.